# Zelotes tarsalis
Zelotes tarsalis är en spindelart som beskrevs av Fage 1929. Zelotes tarsalis ingår i släktet Zelotes och familjen plattbuksspindlar. Inga underarter finns listade i Catalogue of Life.